# Novinger
Novinger è un comune degli Stati Uniti d'America, situato nello Stato del Missouri, nella contea di Adair.